# Milan Kiš
Milan Kiš (3. srpna 1934, Bratislava, Československo – 5. března 2007, Nitra, Slovensko) byl slovenský herec.
V letech 1952–1957 a 1958–1959 působil v vesnických divadlech, v letech 1957–1958 v Krajském divadle v Spišské Nové Vsi, v letech 1960–1965 v Krajském divadle v Trnavě a od roku 1965 byl členem Divadla Andreje Bagara v Nitře (s výjimkou sezony 1966–1967, kdy působil v divadle Tatrarevue v Bratislavě). Byl významným komediálním hercem na slovenské divadelní scéně. V televizi upoutal tragickou postavou mladého cikána ve filmu Martina Hollého Balada o sedmi obesených (1968).

## Filmografie
- 1973: Dolina (Jano)
- 1975: Horúčka (Findajz)
- 1975: Tetované časom (Ondro)
- 1976: Ružové sny (Ondro)
- 1977: Penelopa (Grecík)
- 1977: Zlatá réva (Maťko Vincko)
- 1978: Zlaté časy (čatár)
- 1978: Spadla z oblakov (Kompiš)
- 1979: Smrť šitá na mieru (krejčír Kepeš)
- 1980: Děti zítřků (adjunkt Spatz)
- 1981: Člny proti prúdu (Julo)
- 1981: Nevera po slovensky (Karči „Edison“)
- 1981: Pomocník (lekárník Filadelfi)
- 1982: Guľôčky (Jurajov otec)
- 1982: Soľ nad zlato (klenotník)
- 1983: Tisícročná včela (holič Dropa)
- 1983: Výlet do mladosti (profesor matematiky)
- 1984: V bludisku pamäti (Felix)
- 1985: Skleníková Venuša (okresní hygienik)
- 1986: Cena odvahy (Ďurica)
- 1986: Utekajme, už ide! (Jarko)
- 1987: Začiatok sezóny (Vrcúľ).